# Petrophora brunnescens
Petrophora brunnescens là một loài bướm đêm trong họ Geometridae.